# The Midsummer Station
The Midsummer Station är Owl Citys fjärde studioalbum. Skivan gavs ut 21 augusti 2012 och fick både positiv och negativ kritik. I maj släpptes en EP med några låtar från skivan, vid namn Shooting Star.

## Låtlista
| Nr  | Titel                            | Kompositör                                                                 | Producent(er)                       | Längd |
| --- | -------------------------------- | -------------------------------------------------------------------------- | ----------------------------------- | ----- |
| 1.  | Dreams and Disasters             | Adam Young, Emily Wright, Nate Campany                                     | Adam Young                          | 3:45  |
| 2.  | Shooting Star                    | Young, Mikkel S. Eriksen, Tor Erik Hermansen, Matthew Thiessen, Dan Omelio | Stargate, Adam Young                | 4:07  |
| 3.  | Gold                             | Josh Crosby, Campany, Wright                                               | Josh Crosby, Adam Young (add.)      | 3:56  |
| 4.  | Dementia (featuring Mark Hoppus) | Young                                                                      | Adam Young                          | 3:31  |
| 5.  | I'm Coming After You             | Young, Thiessen, Brian Lee                                                 | Adam Young, Brian Lee (add.)        | 3:30  |
| 6.  | Speed of Love                    | Young, Thiessen, Sam Hollander                                             | Adam Young                          | 3:28  |
| 7.  | Good Time (med Carly Rae Jepsen) | Young, Thiessen, Lee                                                       | Adam Young                          | 3:26  |
| 8.  | Embers                           | Young, Wright, Campany                                                     | Adam Young                          | 3:45  |
| 9.  | Silhouette                       | Young                                                                      | Adam Young                          | 4:12  |
| 10. | Metropolis                       | Young, Thiessen                                                            | Adam Young, Matthew Thiessen (add.) | 3:39  |
| 11. | Take It All Away                 | Young, Allan P. Grigg, Wright, Campany                                     | Kool Kojak, Adam Young              | 3:31  |

| 12. | Bombshell Blonde | Young, Thiessen | Adam Young | 3:26 |

| 12. | Top of the World | 3:30 |

### Fotnoter
1. ↑  Name:. ”OWL CITY Official Site - Albums - The Midsummer Station”. Owlcitymusic.com. Arkiverad från originalet den 28 juni 2012. https://web.archive.org/web/20120628123247/http://www.owlcitymusic.com/news/view/1242. Läst 19 juli 2012.
2. ↑  ”The Midsummer Station by Owl City - iTunes”. iTunes. http://itunes.apple.com/us/preorder/the-midsummer-station/id541103519. Läst 19 juli 2012.